# Sven Türck
Sven Türck (18. oktober 1897 i København – 5. januar 1954 sammesteds) var en dansk fotograf, der havde et alsidigt repertoire, og som primært virkede i 1930'erne og 1940'erne. Han foretog mere end 70.000 optagelser af dagligliv, nationale symboler, begivenheder, forretninger og personer, hvoraf næsten alle befinder sig på Det Kgl. Bibliotek. Türcks billeder af mellemkrigstidens Danmark er stadig efterspurgte som illustrationer i aktuelle publikationer med historisk indhold og har en central betydning som kultur- og mentalitetshistorisk arkivalie. Türck er dokumentaristen, der er med, når børnene hinker i gården, eller sneen fyger blandt julehandlende på Strøget. Han fanger sollyset og søndagsstemningen under trækronerne i Dyrehaven, og han optager et utal af billeder af historiske bygninger, moderne arkitektur, havne, broer osv. Han vælger sine motiver med omhu og med det sigte at fastholde det smukke, det glade og frie. 1930'ernes krise, massearbejdsløshed og sociale nød finder vi ikke i Türcks univers.
1940-1942 blev Bror Bernild uddannet som fotograf hos Sven Türck.
I 1945 udgav Türck bogen Jeg var dus med Aanderne, som gennem fotografier viste bevægelse af møbler uden påviselig årsag, og som blev opfattet som et forsvar for psykokinese.